# نوتوسور
نوتوسور (نام علمی: Nothosaurus) نام یک سرده از بالاخانواده کاذب‌خزنده‌سانان است.